# Oliarus cuspidatus
Oliarus cuspidatus är en insektsart som beskrevs av Franz Xaver Fieber 1876. Oliarus cuspidatus ingår i släktet Oliarus och familjen kilstritar. Inga underarter finns listade i Catalogue of Life.